# Galizisches Evangeliar

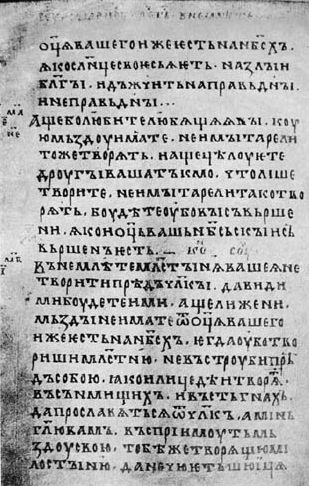
Galizisches Evangeliar

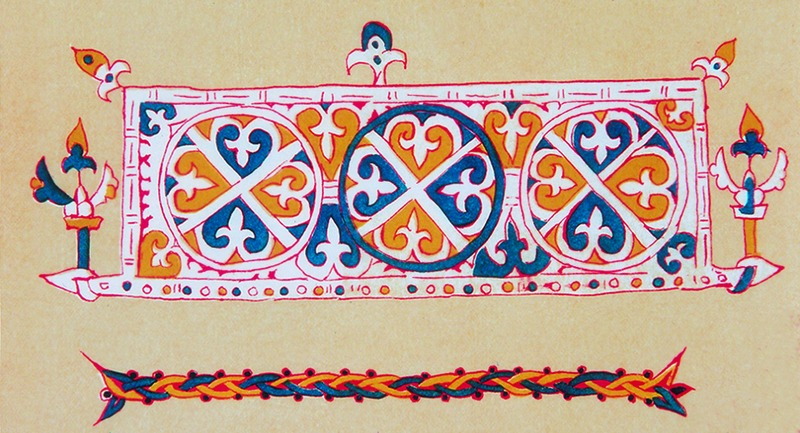
Menologion

Das Galizische Evangeliar (russisch Галицкое Евангелие) ist die älteste erhaltene exakt datierbare Handschrift mit dem Text der vier Evangelien in kirchenslawischer Sprache. Sie entstand im Jahr 1144 im Fürstentum Halitsch.
Die Handschrift befindet sich heute im Bestand des Staatlichen Historischen Museums Moskau.

## Handschrift
Die Handschrift ist auf Pergament geschrieben und besteht aus 260 Folien von 23 × 16 cm.
Sie besteht aus
- dem Text der vier Evangelien (fol. 1–228), geschrieben vom 1. Oktober bis zum 9. November 1144 in 40 (50) Tagen (laut einer Notiz), und
- einem Synaxarion und Menologion (fol. 223–260) aus dem späten 13. oder frühen 14. Jahrhundert.

Die Verzierungen im Text haben große Ähnlichkeiten mit anderen Handschriften aus dem galizisch-wolhynischen Gebiet dieser Zeit.
Das Menologion entspricht wörtlich dem Text der Handschrift des bulgarischen Tarnowo-Evangeliums von 1273 und enthält die Gedenktage der Heiligen der Rus und die Festtage.

## Geschichte
1576 muss sich die Handschrift in der Mariä-Himmelfahrts-Kathedrale in Halitsch befunden haben, 1679 in Moldawien.
Spätestens seit 1699 befand sie sich in Moskau, 1920 kam sie ins Staatliche Historische Museum.